# Franciszek Irzyk
Franciszek Irzyk (ur. 1879, zm. 1940) – polski przemysłowiec, wiceprezydent Lwowa w II Rzeczypospolitej, ofiara zbrodni katyńskiej.

## Życiorys
Syn Kasjana. Zawodowo był przemysłowcem. Był członkiem honorowym (filistrem) polskiej korporacji akademickiej „Cresovia Leopoliensis”. W latach 30. pełnił obowiązki prezydenta miasta Lwowa. W wyborach samorządowych 1934 uzyskał mandat radnego Rady Miasta Lwowa z ramienia listy nr 1 (prorządowej). W radzie miejskiej był członkiem i prezesem Polskiego Klubu Radzieckiego. 2 lipca 1936 został wybrany na urząd wiceprezydenta Lwowa w miejsce Stanisława Ostrowskiego, wybranego na urząd prezydenta miasta i zaprzysiężony w tym miesiącu. Funkcję wiceprezydenta sprawował jako przedstawiciel interesów robotników. Jednocześnie sprawował stanowisko przewodniczącego Tymczasowej Rady Miasta Lwowa. Zasiadł w radzie Miejskiej Komunalnej Kasy Oszczędności we Lwowie. Był skarbnikiem Zjednoczenia Stanu Średniego (1928), prezesem Towarzystwa Walki z Gruźlicą we Lwowie (1933), prezesem stowarzyszenia „Gwiazda” we Lwowie.
Po wybuchu II wojny światowej i agresji ZSRR na Polskę z 17 września 1939 na terenach wschodnich II Rzeczypospolitej został aresztowany przez Sowietów. Został zamordowany przez NKWD na wiosnę 1940. Jego nazwisko znalazło się na tzw. Ukraińskiej Liście Katyńskiej opublikowanej w 1994 (został wymieniony na liście wywózkowej 42/414 oznaczony numerem 1185, dosłownie określony jako Franciszek Iżyk). Ofiary tej części zbrodni katyńskiej zostały pochowane na otwartym w 2012 Polskim Cmentarzu Wojennym w Kijowie-Bykowni.
Pozostali dwaj zastępcy prezydenta Lwowa z lat 30. Stanisława Ostrowskiego, Wiktor Chajes i Jan Weryński, także zostali ofiarami zbrodni katyńskiej dokonywanej na terenach ukraińskich.

## Ordery i odznaczenia
- Złoty Krzyż Zasługi (po raz pierwszy 11 listopada 1934[23][24][25], po raz drugi 11 czerwca 1937[26][27]
- Srebrny Krzyż Zasługi (30 listopada 1929)[28]